# 伊利島
伊利岛是英格兰歷史上位於現今劍橋郡伊利周围的一个地区。根據比德的說法，伊利島的意思为“鳗鱼岛”，因為当地的河流中就有鰻魚。
伊利島区域原本是一个被大片沼澤區包围的岛屿。17世紀，伊利島區域的水被排光，此後這塊區域就不再是個島。